# Erika Tatiana Camacho
Pour les articles homonymes, voir Camacho.
Erika Tatiana Camacho est une biomathématicienne américaine d'origine mexicaine et professeure agrégée de mathématiques appliquées à l'Université d'État de l'Arizona,. Elle est lauréate du Prix présidentiel d'excellence en sciences, mathématiques et mentorat en ingénierie (en) (PAESMEM) 2014. Elle a été enseignée et encadrée au lycée par Jaime Escalante (en), qui a fait l'objet du film Envers et contre tous. 

## Formation
Camacho est née le 3 septembre 1974 à Guadalajara, dans l'État de Jalisco, au Mexique. Elle a fréquenté la Garfield High School (en) de 1990 à 1993 où elle a étudie auprès de Jaime Escalante (en),. Après avoir obtenu son diplôme du Wellesley College, cum laude, avec un Bachelor of Arts en mathématiques et en économie en 1997, elle obtient un doctorat en mathématiques appliquées de l'université Cornell en 2003 pour ses recherches sur les modèles mathématiques de la dynamique rétinienne.

## Carrière
Après avoir passé un an en tant que postdoctorante au Laboratoire national de Los Alamos, Camacho a rejoint la faculté du Département de mathématiques de l'université Loyola Marymount en 2004. Elle a cofondé et codirigé les expériences de recherche pour les étudiants de premier cycle (en), de l'Institut de recherche d'été en sciences mathématiques appliquées (AMSSI), qui s'est déroulé de 2005 à 2007 avec le soutien de la Fondation nationale pour la science (NSF) et de la National Security Agency. Ses recherches portent sur les modèles mathématiques des photorécepteurs de la rétine. En 2007, elle a déménagé à l'université d'État de l'Arizona où elle est professeure agrégée de mathématiques appliquées. En 2013-2014, elle a enseigné au MIT dans le cadre du programme MLK Visiting Scholars. 
Elle est une ardente défenseure de l'inclusivité dans les STIM,,,,.

## Récompenses
Camacho est récipiendaire du prix de mentorat 2019 de l'Association américaine pour l'avancement des sciences et en 2014 d'un Prix présidentiel d'excellence en sciences, mathématiques et mentorat en ingénierie (en) (PAESMEM), décerné pour ses recherches et son mentorat. des étudiants de premier cycle. En 2020, elle a reçu le prix Louise-Hay for Mathematics Education de l'Association for Women in Mathematics. Elle a remporté le prix 2018 de l'American Association of Hispanics in Higher Education (en) (AAHHE) Outstanding Latino/a Faculty in Higher Education Research/Teaching (Research Institutions), le prix HENAAC Education 2017, en 2012 le SACNAS Distinguished Undergraduate Institution Mentor Award de la Society for the Advancement of Chicanos/Hispanics and Native Americans in Science (en) (SACNAS) et le prix national Latina Leadership Award 2011 de la Hispanic Women's Corporation.
En 2023 elle est lauréate du prix Humphreys décerné par l'Association for Women in Mathematics.